# NK Dinamo Schaffhausen
NK Dinamo Schaffhausen je hrvatski nogometni klub iz Schaffhausena, Švicarska.

## Dresovi
Domaći: Plavi

Gostujući: Crni

## Igralište
Sportanlage Dreispitz u Herblingenu.

## Povijest
Godina osnivanja: 1981.
Novo osnovano: 07.10.2006
Uspjesi
2008. ulaz iz 5. u 4. ligu

2017. ulaz iz 4. u 3. ligu
Najveći klupski uspjeh datira iz 2004. godine kada se Dinamo Schaffhausen kao 2. ekipa poznatog FC Schaffhausena

plasirala u 3. ligu u vrlo uspješnoj sezoni. Naime od 20 odigranih utakmica Dinamo je dobio njih 19 uz samo jedan poraz i

gol-razlikom 73:18.
2018. Seniori osvojili reginalni Cup, takozvani "Schaffhauser Cup"

## Zanimljivosti
Dugo godina je Dinamo Schaffhausen igrao pod okriljem matičnih klubova čiju je infrastrukturu koristio i popunjavao njihove igračke redove (FC Thayngen, VfC Neuhausen, FC Feuerthalen, FC Herblingen, FC Schaffhausen).

## Vanjske poveznice
- NK Dinamo Schaffhausen Službena stranica kluba
- novinski članak  Arhivirana inačica izvorne stranice od 18. siječnja 2012. (Wayback Machine)